# نهائي دوري المؤتمر الأوروبي 2026
نهائي دوري المؤتمر الأوروبي 2026 هو المباراة النهائية لدوري المؤتمر الأوروبي 2025–26، والموسم الخامس من بطولة كرة القدم الأوروبية الثالثة التي ينظمها الاتحاد الأوروبي لكرة القدم، والموسم الثاني منذ إعادة تسميتها من دوري المؤتمر الأوروبي إلى دوري المؤتمر. ستقام المباراة على ملعب ريد بل أرينا في لايبزيغ، ألمانيا،  في 27 مايو 2026. 
سيتأهل الفائزون لدخول مرحلة الدوري في الدوري الأوروبي 2026–27، ما لم يكونوا قد تأهلوا بالفعل لدوري أبطال أوروبا أو الدوري الأوروبي من خلال أدائهم في الدوري (وفي هذه الحالة سيتم إعادة موازنة قائمة الوصول).